# 法雨寺 (舟山市)

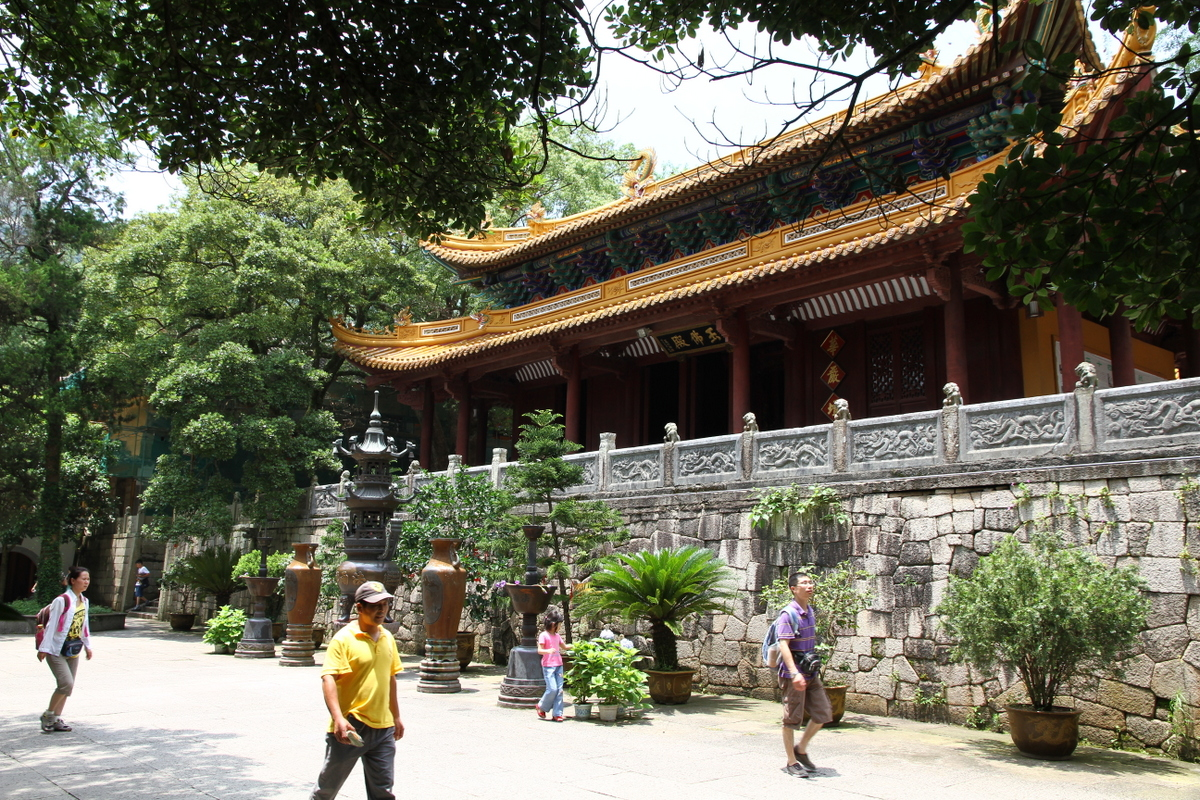
玉仏殿。

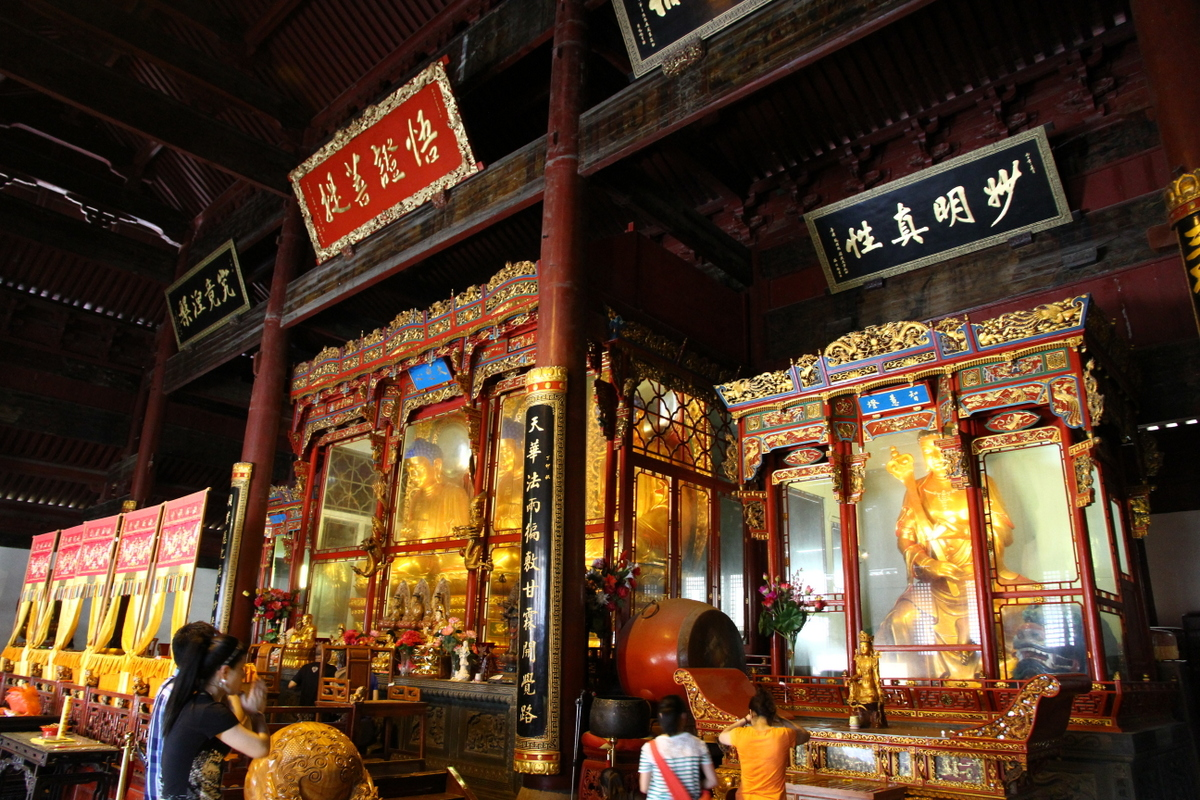
本堂。

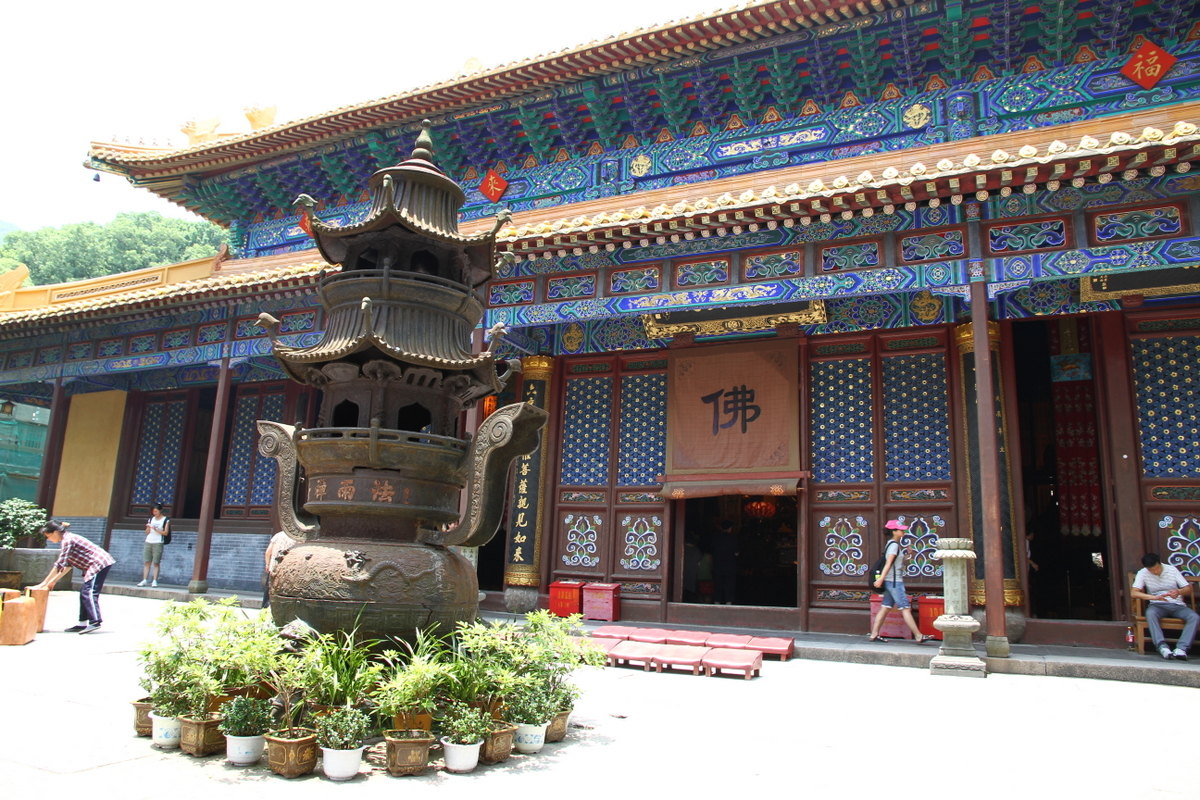
法雨寺の殿。

法雨寺（ほううじ）は、中華人民共和国浙江省舟山市普陀区にある曹洞宗の仏教寺院。普済寺、慧済寺と並んで「普陀三大寺」と称される。

## 歴史
法雨寺は、明代万暦8年（1580年）、高僧大智真融がその山秀地霊を喜び、結庵して居した。初名は海潮庵。万暦22年（1594年）、郡司の呉安国が「海潮寺」と改めた。万暦34年（1606年）、万暦帝の勅によって寺額を賜り、「勅賜護国鎮海禅寺」となった。
清代康熙28年（1689年）には寺院を重修した。後、僧明益禅師が資金を募り全面重建した。康熙32年（1693年）に法雨寺の円通殿が建立されると、その2年後に大雄殿も建立された。康熙38年（1699年）、金を賜り、法雨寺の建物を建造し、康熙帝から「天華法雨」と「法雨禅寺」の額を賜り、「法雨寺」と改称。同治・光緒年間、建築規模が拡大し、寺院に昇格した。宣統元年（1909年）に普陀山化雨小学校を開校。
1966年、毛沢東が文化大革命を発動し、仏像、法器は徹底的な破壊に遭い、僧侶はしかたなく還俗した。
1983年に大規模な再建によって拝経楼と九龍殿が再建されており、同年、中華人民共和国国務院は仏寺を漢族地区仏教全国重点寺院に認定した。
1987年、九龍壁と石経幢が修築されている。
1995年、石碑坊1座を増築した。

## 伽藍
天王殿、玉仏殿、九龍観音殿、御碑殿、大雄宝殿（本堂）、方丈殿、印光法師紀念堂、関帝殿

## 重要文化財
- 仏頂尊勝陀羅尼塔：1987年の新建。
- 九龍壁：雍正9年（1731年）に建立されたものが文化大革命で破壊されたため、1988年に再建したもの。
- 康煕帝の碑文：碑文は文化大革命で破壊。
- 雍正帝の碑文：碑文が文化大革命で破壊されたため現名に復した。
- 魏晋玉仏三尊：文化大革命の際に破壊された。
- 三尊石仏：文化大革命の際に破壊された。

## 主な住僧
- 大智真融
- 如寿
- 如徳
- 如誠
- 如光
- 明益禅師
- 別庵性統
- 玉峰空懐
- 洞徹空明
- 楽道空経
- 法沢明智
- 立山満円
- 化聞福悟
- 開如徳月
- 印光
- 妙善

## 文学
北宋の詩人王安石の詩に云く：
| 「 | 山勢欲壓海、禅宮向此開。 魚龍腥不到、日月影先来。 樹色秋擎書、鐘声浪答回。 何期乘吏役、暫此拂塵埃”。 | 」 |

元代の書家趙孟頫の詩に曰く：
| 「 | 縹緲雲飛海上山、挂帆三日上潺湲。 両宮福德斉千仏、一道恩光照百蠻。 澗草岩花多瑞気、石林水府隔鹿還。 鯫生小技真栄遇、何幸凡身到此閑。 | 」 |

## 参考書目
- 『重修普陀山志』
- 『普陀洛迦新志』